# 驚異のスーパー・バイク ストリートホーク
『驚異のスーパー・バイク ストリートホーク』（きょういのスーパー・バイク ストリートホーク、原題“STREET HAWK”）は、アメリカ合衆国のABCネットワークで放映された特撮アクションテレビドラマ（海外ドラマ）。なお、日本国内のLD発売時の邦題は『ストリートホーク』であった。また、パイロット版にて、ヘルメットで顔を隠した主人公が名前を尋ねられ「ストリートホーク」と答えて以来、劇中ではヒーロー名も兼ねて使われている。
アメリカでの本放送は1985年1月4日から同年5月16日。パイロット版を含め、第1シーズン計13話が制作・放映されたが、そこまでで放映は打ち切られた。
日本では、CIC・ビクターより、パイロット版のみがビデオソフト及びレーザーディスクにて発売されている。

## 概要
ユニバーサルが『ナイトライダー』『超音速攻撃ヘリ エアーウルフ』に続いて製作した、架空のハイテク・スーパーマシンものの特撮アクションドラマ。スタッフ陣も、上記2作品のスタッフが多く参加している。本作の主役マシンは「ストリートホーク」と名付けられたオートバイである。

## ストーリー
バイクの運転に関しては非常に優秀な技術を持つ白バイ警官のジェシー・マークは、モトクロス中、偶然、麻薬組織の密会を目撃した同僚のマーティー・ウォルシュと共に、組織の車による襲撃を受ける。
親友だったマーティーは殺され、自分も片膝に重傷を負い、後遺症でバイクに乗れなくなったため広報課に転属になったジェシーだったが、以前からジェシーの運転技術に目をつけ、事件の直前にアプローチしてきた政府特殊機関（原語版では司法省の「法執行支援局」。1968年から82年まで実在した機関）の技術者ノーマン・タトルは、なおも食い下がって、自分の開発したハイテク戦闘バイク「ストリートホーク」の所へジェシーを案内する。政府機関の最新医療による手術で膝を回復させるので、ストリートホークのライダーになって欲しいというのである。
手術とトレーニングを受け、特殊機関と終身雇用契約を結んだジェシーは、表の顔は警察署の広報課員、実はストリートホークを操る極秘のトラブルシューターとして、管制オペレーターを務めるノーマンと組み、今日も犯罪現場へ急行する。

## 主役マシン「ストリートホーク」について
アメリカ合衆国司法省の最高機密プロジェクトとして、法執行支援局により1台が試作されたハイテク戦闘バイク。開発担当のノーマン・タトルが、4年間心血を注ぎ完成させた。ノーマンの夢は、将来的にこのストリートホークを量産して全国の警察署に配備し、凶悪なストリート犯罪を撲滅することである。
車体に高性能なコンピューターを搭載するほか、ダウンタウンの鉄道引込線沿いにある隠れ家に設けられた、管制室の大型コンピュータとも連動しており、バイクはスタンドアローンではなく大規模なシステムの一部として機能するなど、本作スタッフが関わったナイトライダーやエアーウルフなどとは、若干趣を異にする。
ライダー用ヘルメットも専用のもので、主人公ジェシーがバイザーを通して見た画像は全て自動的に録画され、また管制室の画面に投影され、管制担当のノーマンが同時に見ながらジェシーに各種の指示を出す連携プレイが原則となっている。録画した映像は、劇中、犯人の車両や不審車のナンバープレートを確認するのにしばしば使われている（後からの拡大も可能）。また、バイザーの視界の中心部には、遠方の画像を自由自在に拡大投影する望遠機能も備わっている。ライダーは登録した人物に限られ、別の人物が乗ると跳ね飛ばす防犯装置も装備している。
武器やジャンプ時の操作は、ハンドル左手握り部分に集約されたスイッチで行い（但しレーザーキャノンをポップアップさせる操作は、車体の座席前にあるスイッチを使用）、武器の照準はバイザーの視界を通して合わせることが可能。
オンロード・オフロード共に高い走破性能を持つが、更に管制室のノーマンのスイッチ操作により、「ハイパースラスト」と呼ばれる超高速走行が可能である。5秒のカウントダウン（パイロット版の初回作動時のみ10秒）の後、一気に時速300マイル（480km余）にまで加速し、歩行者や障害物を自動的に避けつつ目的地に急行する機能。作動中は管制室から遠隔操作され、ライダーのジェシーは運転操作を行わず車体にしがみついているのみ。ハイパースラストで事件現場に急行する場面が、毎回のエピソードの見せ場の一つにもなっている。隠れ家からの発進時は、格納庫部分の床（後方がハッチと一体）が前方に移動して管制室と隔離された後、地面から少し高い位置にある両開きハッチ（外観はグラフィティ風のイラストにより偽装）が開き、道路へジャンプして発進する。なお、帰還時のシーンは登場しなかった。

### 性能・装備
- 最高速度：時速200マイル前後（通常走行時）、時速300マイル（ハイパースラスト使用時）
- 搭載兵器：レーザーキャノン（フロントカウル前面上部に1梃、リトラクタブル式、光線は赤色、パワー調整次第で人間を気絶させることから10tトラックを粉々にすることまで可能）、ゴム弾発射筒、マシンガン（フロントカウル左右に2梃、第2話～）、ロケット・ランチャー（フロントカウル左右に2梃、第2話～）
- その他の装備：リトラクタブル式ヘッドライト（赤外線照射に切替可能）、赤外線カメラ、圧搾空気式ヴァーティカル・リフト（垂直上昇）システム（スイッチ1押しで30mのジャンプが可能）、エアブレーキシステム（高速走行からでも瞬時に停車が可能）

### 撮影用バイクの改造元車種、台数
- パイロット版：ホンダ XL500、1983年式×1台
- 第2話以降：ホンダ・XR500、1984年式×3台　スタントシーン用にホンダ・CR250、1984年式×11台

### その他
- パイロット版のバイクは、黒い車体のシャープで細身のデザインで、武器もレーザーキャノンとラバー弾発射装置のみであったが、第2話以降のシリーズ版では、車体は黒色に近いメタリック・ダークグリーンとなり、フロントカウル形状も丸みを帯びて横幅が広くなっている。同時に、新たに実弾マシンガンとロケット・ランチャーが装備された。以後、犯人の車両への攻撃はマシンガン中心で、レーザーキャノンは主に扉の接合部を焼き切って扉を落とす（建物内からの脱出口を作ったり、炎上する車内の人物を救助する）等の目的で使われる様になった（犯人の頭上にあった看板を落下させたこともある）。車体全体も太めのシルエットに変わり、乗車時の両膝の前には、垂直上昇システム作動時の噴射口も設けられた（ジャンプ時に、ここから下方へ白煙が噴射される）。
- 垂直上昇システムによる噴射・ジャンプ時の効果音は『ナイトライダー』のナイト2000のジャンプ音と同一である。なお、劇中では、本当の垂直上昇を実行したのはシリーズを通して1度だけで、殆どはナイト2000同様、斜め前方への低空ジャンプであり、主として、ノーマンの手配により犯人制圧後の現場に到着したパトカーと入れ替わりに姿をくらます際に使用された。これはストリートホークの存在が極秘であるため。貴重な1度きりの垂直上昇の際には、上空にホバリングして周囲をぐるりと偵察する離れ技をやってのけている。
- 撮影用車両のデザインは、パイロット版を含めて4種類が存在し、外観上、細部にそれぞれ違いが見られるが、劇中では全て同一車両の扱いとなっている。
- 初期設定では主役バイクの名前は「ファルコナー（Falconer）」だった。
- 主人公のヘルメットはイタリアのギブリ社（Ghibli co.）製のものを加工して使用している。
- 物語とは無関係だが第4話の後半で『ナイトライダー』に登場するナイト財団の移動本部トレーラー（ルークワン）が後ろ向きに止まっている。

## 製作会社
- ライムキルン・アンド・テンプラー・プロダクション
- ユニバーサル・テレビジョン（Universal Television）

## 製作参加・協力会社
- オートバイ提供:ホンダ
- カラー:テクニカラー（Technicolor）
- タイトル＆光学効果:ユニバーサル・タイトル（Universal Title）
- パナフレックス・カメラ、レンズ:パナヴィジョン（Panavision）

## スタッフ
- 企画:ブルース・ランズベリー（Bruce Lansbury）、ポール・M・ベラス（Paul M. Belous）、ロバート・ウォルターストーフ（Robert Wolterstorff）
- 製作総指揮:ポール・M・ベラス、ロバート・ウォルターストーフ
- プロデューサー:バートン・アルムス（Burton Armus）、スティーヴン・クラッグ（Stephen Cragg）、カレン・ハリス（Karen Harris）
- アソシエイト・プロデューサー:メドラ・ヘイルブロン（Medora Heilbron）
- スーパーヴァイジング・プロデューサー:ブルース・ランズベリー
- 監督:ヴァージル・W・ヴォーゲル（Virgil W. Vogel）、ダニエル・ホーラー（Daniel Haller）、ポール・スタンリー（Paul Stanley）、キム・マナーズ（Kim Manners）、ハーヴィー・S・レイドマン（Harvey S. Laidman）、リチャード・コンプトン（Richard Compton）
- 脚本:ロバート・ウォルターストーフ、ポール・M・ベラス、ニコラス・コリア（Nicholas Corea）、ブルース・チェルヴィ（Bruce Cervi）、デボラ・ディーン・デイヴィス（Deborah Dean Davis）、ジョン・ハフ（John Huff）、L・フォード・ニール（L. Ford Neale）、シェルデン・ウィレンズ（Sheldon Willens）、カレン・ハリス、ジョセフ・A・ガン（Joseph A. Gunn）、バートン・アルムス、トム・ブロムキスト（Tom Blomquist）、ブルース・ランズベリー、ジョン・アラン・シュワルツ（John Alan Schwartz）、ハンナ・ルイス・シェアラー（Hannah Louise Shearer）
- 撮影監督:フランク・パーシング・フリン（Frank Pershing Flynn）
- フィルム編集:ハーバート・H・ダウ（Herbert H. Dow）、トム・フィナン（Tom Finan）
- キャスティング:マーク・マリス（C.S.A.）（Mark Malis, C.S.A）、メルヴィン・ジョンソン（Melvin Johnson）
- アートディレクション:ハブ・ブラデン（Hub Braden）、ウィリアム・H・トゥントゥク（William H. Tuntke）
- セット装飾:ジョー・アルメッタ（Joe Armetta）、マーク・E・マイヤー・ジュニア（Marc E. Meyer Jr.）
- ユニット・プロダクション・マネージャー:S・マイケル・フォーミカ（S. Michael Formica）、ミッチェル・L・ギャムソン（Mitchell L. Gamson）
- 助監督:トニー・ブラウン（Tony Brown）、アルドリック・ラオリ・ポーター（Aldric La'Auli Porter）、デイヴィッド・L・ビーンズ（David L. Beanes）、ジョン・スロッサー（John Slosser）、ジェリー・ケッチャム（Jerry Ketcham）、ジョン・モイオウ（John Moio、スタント担当）
- ストリートホークのデザイン
  - デザイン原案・パイロット版使用車両:アンドリュー・プロバート（Andrew Probert）
  - 第2話以降使用車両:ロン・コッブ（Ron Cobb）
- 美術:クレイグ・ビンクリー（Craig Binkley）
- 音響:D・ローウェル・ハリス（D. Lowell Harris）、グレン・ホスキンソン（Glenn Hoskinson）、ブルース・スタンブラー（Bruce Stambler）、クランシー・T・トラウトマン（Clancy T. Troutman）
- 特殊効果:ラリー・フィオリット（Larry Fioritto）
- 視覚効果:チャールズ・ギブソン（Charles Gibson）、ルイス・シュワルツバーグ（Louis Schwartzberg）
- スタント
  - スタント:クリス・ブロムハム（Chris Bromham)、リック・エイヴリー（Rick Avery）、アンディー・ギル（Andy Gill、ユーティリティー・スタント）、ラリー・ホウルト（Larry Holt、スタントドライバー）、フービー・カーンズ・ジュニア（Hubie Kerns Jr.）、ショーン・レイン（Shawn Lane、ユーティリティー・スタント）、レイン・リーヴィット（Lane Leavitt）、パット・ロマーノ（Pat Romano）、ジェシー・ウェイン（Jesse Wayne）
  - スタント・コーディネイター:ジョン・モイオウ、マイク・ティルマン（Mike Tillman）
- 衣装
  - 衣装スーパーヴァイザー:バフィー・スナイダー（Buffy Snyder）、ダン・レスター（Dan Lester）、チャールズ・デマス（Charles DeMuth）、マイケル・W・ホフマン（Michael W. Hoffman）、アギー・ライオン（Aggie Lyon）、アーレン・ザマイアラ（Arlene Zamiara）
  - デイリーセット・コスチューマー:グレゴリー・B・ペネ（Gregory B. Pene）
- 音楽
  - 作曲・演奏:タンジェリン・ドリーム（Tangerine Dream）
  - 音楽編集:ドナルド・ウッズ（Donald Woods）
- エグゼキューティヴ・ストーリー・コンサルタント:ボブ・ボーブリッツ（Bob Baublitz）
- コンピューター再生オペレーター:ジム・マイケルズ（Jim Michaels）
- 食事供給:テレサ・シェファード（Theresa Shepherd）

## キャスト

### レギュラー陣、第1話（パイロット版）～第6話
- ジェシー・マーク:レックス・スミス（Rex Smith）
- ノーマン・タトル:ジョー・レガルブート（Joe Regalbuto）
- レオ・アルトベッリ署長（ジェシーの直属の上司）:リチャード・ヴェンチャー（Richard Venture）
- レイチェル・アダムズ（ジェシーの広報課の同僚、第2話～のヒロイン）:ジーニー・ウィルソン（Jeannie Wilson）
- サンディー・マッコイ（広報課でのジェシーの同僚、パイロット版のヒロイン）:ジェイン・モディーン（Jayne Modean）
- バーニー・ゴールドバーグ（鑑識官）:レイモンド・シンガー（Raymond Singer）
- アンソニー・コリドー（麻薬組織のボス、パイロット版）:クリストファー・ロイド（Christopher Lloyd）
- トーマス・ミラー部長（内務監査機関、警察委員長、パイロット版）:ローレンス・プレスマン（Lawrence Pressman）
- マーティー・ウォルシュ（ジェシーの同僚で親友の白バイ警官、パイロット版）:ロバート・ベルトラン(Robert Beltran)
- ホウルト巡査（パイロット版）:R・J・アダムズ（R. J. Adams）
- ソーンダーズ巡査（パイロット版）:ティモシー・トンプソン（Timothy Thompson）
- ウォーターズ議員（パイロット版）:ジェイムズ・エイヴリー（James Avery）
- エリオット・カービー（パイロット版）:ジョン・カーター（John Carter）
- フレディー・ウィリアムズ（パイロット版）:ダグ・コックス（Doug Cox）
- ファーンスワース（パイロット版）:リチャード・エプカー（Richard Epcar）
- ジミー（コリドーの手下のライダー、帰宅したジェシーを駐車場で襲う）:?
- 少女1（パイロット版）:アリアナ・ダウンズ（Aleana Downs）
- 牽引トラックドライバー（パイロット版）:ジョー・マルモ（Joe Marmo）
- ドム・バズィリアン（パイロット版）:ランディー・ポウク（Randy Polk）
- パンク1（パイロット版）:ブライアン・トンプソン（Brian Thompson）
- パンク2（パイロット版）:ジーン・スコット・ケイシー（Gene Scot Casey）
- 自動車セールスマン（パイロット版）:サム・ヴラホス（Sam Vlahos）
- 押収物保管場担当の警官（パイロット版）:デイヴィッド・ホウィットフィールド（David Whitfield）
- オコナー夫人（パイロット版）:ジャネット・ウィンター（Janet Winter）
- リポーター1（パイロット版）:ラリー・マコーミック（Larry McCormick）
- リポーター3（パイロット版）:モモ・ヤシマ（Momo Yashima）
- リポーター4:（パイロット版）:テリ・ベッカーマン（Teri Beckerman）
- スーパーマーケットのドライバー（パイロット版）:ビフ・イェーガー（Biff Yeager）
- ケヴィン・スターク（ジェシーの親友、第2話）:ジョージ・クルーニー（George Clooney）
- デル巡査（第2話）:ジェイソン・コルベット（Jason Corbett）
- ニッキー・リヴァイン（第2話）:サル・ランディ（Sal Landi）
- バートン・リヴァイン（第2話）:ロバート・リプトン（Robert Lipton）
- 警官（第2話）:ラリー・マーゴ（Larry Margo）
- TVコメンテーター（第2話）:ジム・マックレル（Jim McKrell）
- ポーリー（第2話）:マルコ・ロドリゲス（Marco Rodriguez）
- マウス（第2話）:ジェイムズ・ウォルシュ（James Walsh）
- キース・デイマン（第2話）:ジョン・ウェズリー（John Wesley）
- マイク巡査部長（第3話）：R・J・アダムズ
- デモ・フォアマン（第3話）:ジム・ボーク（Jim Boeke）
- （第3話）:ロバート・ドライヤー（Robert Dryer）
- ジョセフ・キャノン（ニューヨーク市警、第3話）:マージョー・ゴートナー（Marjoe Gortner）
- ブロンドのウェイトレス（第3話）:ブリット・ヘルファー（Britt Helfer）
- （第3話）:マイケル・ホーズリー（Michael Horsley）
- ミッチェル・エルキンズ（第3話）:ミルト・オーバーマン（Milt Oberman）
- ボビー（第3話）:バーナード・ホワイト（Bernard White）
- ミスター・ジラード（第3話）:ニコラス・ワース（Nicholas Worth）
- 警備員（第3話）:スチュアート・マグレガー（Stuart MacGregor）
- リンダ・マーティン（第4話）:シビル・ダニング（Sybil Danning）
- ダナ・マーティン（第4話）:クリスティー・ハウザー（Christie Houser）
- ジミー・ピナード（第4話）:クリストファー・トーマス（Christopher Thomas）
- スティック（第4話）:バリー・バーマン（Barry Berman）
- アニー（第4話）:レスリー・ベヴィス（Leslie Bevis）
- キャビー（第4話）:ビル・キャピッツィ（Bill Capizzi）
- ボビー（第4話）:ジェイ・フェニチェル（Jay Fenichel）
- ビフ（第4話）:ハル・ハヴィンズ（Hal Havins）
- ハーヴェイ（第4話）:グレゴリー・イッツィン（Gregory Itzin）
- マイキー（第4話）:スティーヴン・リスカ（Stephen Liska）
- ドライブイン・レストランの給仕（第4話）:レベッカ・パール（Rebecca Perle）
- 老婦人（第4話）:テリ・ヘイデン（Teri Hayden）
- （第4話）:ロバート・ミランダ（Robert Miranda）
- （第4話）:エドワード・ベル（Edward Bell）
- デボラ・シェイン（第5話）:ダフネ・アッシュブルック（Daphne Ashbrook）
- アーティー・シャンク（第5話）:チャールズ・ランプキン（Charles Lampkin）
- ヴァージル・パウエル（第5話）:リー・ヴィング（Lee Ving）
- ニール・ジェイコブス（第5話）:ジェイムズ・ウィットモア・ジュニア（James Whitmore Jr.）
- アンソニー（第5話）:テオプラス・フォーセット（Theoplas Forsett）
- フーパー（第5話）:マイケル・マクレー（Michael MacRae）
- ビンガム（第5話）:カイ・ウルフ（Kai Wulff）
- メイクアップレディー（第5話）:スーザン・エリオット（Susan Elliot）
- ディレクター1（第5話）:バリー・インガム（Barrie Ingham）
- ディレクター2（第5話）:ペンドゥルトン・ブラウン（Pendleton Brown）

### 第7話～第13話（最終回）
- トングファミリーのボス（第7話）:アキ・アレオン（Aki Aleong）
- ミスター・ミン（第7話）:ケイ・ルーク（Keye Luke）
- チャン（第7話）:ネルソン・マシタ（Nelson Mashita）
- モナ・ウィリアムズ（第9話）:ジョアンナ・カーンズ（Joanna Kerns）
- ジョン・スレイド（第9話）:チャールズ・ネイピア（Charles Napier）
- アルフレッド・モリーナ（第9話）:サム・イングラフィア（Sam Ingraffia）
- コリーヌ・コリンズ（第11話）:ビビ・ベッシュ（Bibi Besch）
- メラニー・ライアン/キャスリン・リース（第12話）:アン・ターケル（Ann Turkel）

## 放映リスト（アメリカ本国）
（※各回のサブタイトルは劇中画面に表示なし）
1. Street Hawk（1時間30分枠パイロット版、1985年1月4日）
2. A Second Self（1985年1月11日）
3. The Adjuster（1985年1月18日）
4. Vegas Run（1985年1月25日）
5. Dog Eat Dog（1985年2月1日）
6. Fire on the Wing（1985年2月8日）
7. Chinatown Memories（1985年2月15日）
8. The Unsinkable 453（1985年2月22日）
9. Hot Target（1985年3月1日）
10. Murder is a Novel Idea（1985年3月8日）
11. The Arabian（1985年5月2日）
12. Female of the Species（別題:The Assassin、1985年5月9日）
13. Follow the Yellow Gold Road（1985年5月16日）

## 音楽関係
音楽は旧・西ドイツ出身の電子音楽グループ「タンジェリン・ドリーム」（この当時のメンバーはエドガー・フローゼ、クリストファー・フランケ、ヨハネス・シュメーリンク）が担当した。
オリジナル・サウンドトラック盤と銘打ったレコード・CDは未発売だが、1985年にアメリカでタンジェリン・ドリームの12インチレコード2種（Jive Electro 品番:T101、Relativity EMC 品番:8044）が『STREET HAWK』と題して発売されたほか、国内盤では6曲目に本作からテーマ曲のみを収録したタンジェリン・ドリームのアルバムCD『ル・パーク』が発売された（1988年1月25日発売、発売元:アルファレコード株式会社、販売元:ワーナー・パイオニア株式会社、Jive Electroレーベル、品番:32XB-222、定価\3,200 ※現在は廃盤だが同アルバムの再発輸入盤が新品で入手可能）。このアルバム上では、本作テーマ曲の曲名は「ル・パーク」（原題:LE PARC L.A.－STREETHAWK）となっている。曲はフル・ヴァージョンだが、実際の劇中オープニングテーマ曲とは、アレンジも曲の長さも異なる。
ほかに、イギリスのシルヴァ・スクリーン・レコーズが制作した、ダニエル・ケイン指揮のカヴァー演奏が存在し、アメリカのテレビドラマのテーマ曲集等のオムニバス盤CD各種に収録されているので、比較的、手軽に入手可能である。このカヴァー演奏は、劇中のオープニングに似せた前奏と、追跡シーンヴァージョンのサブメロディーが編曲されているが、タンジェリン・ドリームの細密な演奏には遠く及ばず、あまり雰囲気が出ていない。なお、上記『ル・パーク』に収録の本作テーマ曲は、タンジェリン・ドリームのベスト盤CDにも収録されている。
また、同曲は、1996年7月19日、アトランタオリンピックの開会式にて、入場行進の途中で流れたことがある。テレビ朝日『ニュースステーション』でも、野球のニュースのバックに流れたことがある。

## 映像ソフト関係（日本国内）
ビデオソフト版の邦題は、発売前の宣伝チラシでは『驚異のコンピュータ・ターボ・バイク ストリートホーク』となっていた。また、ビデオソフト版のテープ本体のラベルには邦題『ストリート ホーク』と印刷されていた。

ビデオソフト・レーザーディスクとも、本作がテレビドラマ作品であることは伏せられ、パッケージの解説文には「未公開作品」とのみ記載されていた。

なお、本作のビデオソフト版の冒頭には、映画『ジャッカルの日』のビデオソフト版の予告編が収録されている。

ビデオソフト版の音声は、VHS・ベータとも、Hi-Fi（ハイファイ）方式誕生前の製品であるためHi-Fi音声ではなく、また製作段階からモノラル音声のテレビドラマであったため、映像ソフト各種もモノラル音声である。

### VHSビデオソフト
1985年5月21日、製造元:日本エイ・ブイ・シー株式会社、発売元:CIC・ビクタービデオ株式会社より、パイロット版『驚異のスーパー・バイク ストリートホーク』（字幕スーパー版、標準モード、品番:CSPC 0100）が定価14,800円で発売された。

### ベータビデオソフト
1985年5月21日、製造元:日本エイ・ブイ・シー株式会社、発売元:CIC・ビクタービデオ株式会社より、パイロット版『驚異のスーパー・バイク ストリートホーク』（字幕スーパー版、βIIモード、品番:CZPC 0100）が定価14,800円で発売された。

### レーザーディスク
製造元:パイオニア株式会社、発売元:レーザーディスク株式会社（現・ジェネオン・ユニバーサル・エンターテイメントジャパン合同会社）より、パイロット版『ストリートホーク』（字幕スーパー版、CLV盤、品番:SF078-1476、バーコード:T4988102147686）が定価7,800円で発売された。

### VHDビデオディスク
1986年2月21日、製造元:日本ビクター株式会社、発売元:CIC・ビクタービデオ株式会社より、パイロット版『驚異のスーパー・バイク ストリートホーク』（字幕スーパー版、品番:VHP78204）が定価7,800円で発売された。

## 備考
- 2010年3月22日に、イギリスのファビュラス・フィルムズより全話収録のDVD-BOXが発売された。
- 2010年7月13日には、ファビュラス・フィルムズUSAとシャウト!ファクトリーより、イギリス盤と同内容のアメリカ盤DVD-BOXが発売された。